# 爾散南公阿波蘇
爾散南 阿波蘇（にさな の あわそ、生没年不詳）は、古代東北地方の人物。姓は公。爾散南は地名であり、公は古代日本の律令国家（朝廷）で認めた蝦夷（えみし）の族長の尊称である。胆沢の蝦夷である大墓公阿弖利爲と同時期の蝦夷族長であったとみられている。

## 史料による事績
『類聚国史』延暦11年7月25日（ユリウス暦792年8月17日）条に見える。それによれば、夷（えみし）爾散南公阿波蘇が王化を慕って入朝したいと望んだところ、それを嘉しとした朝廷は入朝を許して路次の国では壮健の軍士300騎をもって国境で迎接し、国家の威勢を示すよう命じた。
阿波蘇が王化を申し出る半年前、『類聚国史』延暦11年1月11日（ユリウス暦792年2月7日）条では、胆沢公阿奴志己等が陸奥国府に使者を送り、王化に帰したいので蝦夷が帰降するための「降路」を開いて欲しいと申し出たが、陸奥国司は阿奴志己等に物を与えて放還し、朝廷も今後は蝦夷に物を与えないよう命じている。阿奴志己が申し出た1月の時点と阿波蘇が申し出た7月以降では、王化に帰したいと願う蝦夷に対する政府の取り扱いが変化している。
『類聚国史』延暦11年11月3日（ユリウス暦792年11月21日）条によれば、阿波蘇は宇漢米公隠賀や俘囚・吉弥候部荒嶋とともに長岡京へと入京し、朝堂院で饗応を受けるとともに、荒ぶる蝦夷を手懐けた功を賞されて、阿波蘇は蝦夷爵の第一等を授けられ、天皇は今後も忠誠を尽くすよう宣命をのべた。

## 関連資料
爾散南公阿波蘇が記録される資料
- 『類聚国史』

### 原典
1. ↑  『類聚国史』延暦十一年七月戊寅（二十五日）条
2. ↑  『類聚国史』延暦十一年正月丙寅（十一日）条
3. ↑  『類聚国史』延暦十一年十一月甲寅（三日）条